# Fondo de Desarrollo de las Naciones Unidas para la Mujer
El Fondo de Desarrollo de las Naciones Unidas para la Mujer (Unifem) fue un fondo creado en Naciones Unidas  para promover y proteger los derechos de las mujeres en todo el mundo con el objetivo de erradicar la violencia y todas las formas de discriminación que padecen las mujeres en todo el planeta. Unifem estaba presente en más de cien países velando por la situación de las mujeres y las niñas, colaborando con gobiernos, organizaciones y asociaciones para promover la igualdad de género y propiciar que las mujeres tengan igual acceso a las oportunidades vitales. Además tenía por misión vela además por las necesidades y propuestas de los movimientos de mujeres de todo el mundo ante los gobiernos nacionales y dentro del sistema de las Naciones Unidas. La oficina de Unifem se encontraba en la ciudad de Nueva York.  
Con la reestructuración de Naciones Unidas se acordó la fusión de Unifem, la División para el Adelanto del Trabajo (DAW) y el Instituto de Investigaciones y capacitación para la promoción de la mujer  (INSTRAW). Así, en julio de 2010 la Asamblea General de Naciones Unidas creó una nueva organización denominada ONU Mujeres.
La última directora ejecutiva de Unifem fue la española Inés Alberdi.

## Historia
En el año 1976 la Asamblea General de las Naciones Unidas decidió crear el Fondo de Contribuciones Voluntarias para el Decenio de las Naciones Unidas para la Mujer como respuesta, en parte, a los acuerdos alcanzados en la Primera Conferencia Mundial de las Mujeres, celebrada un año antes (1975) en la Ciudad de México. Dicho Fondo tenía como objetivo prestar asistencia técnica y financiera a aquellos países que, por su situación económica, no disponían de los recursos suficientes para implementar los acuerdos recogidos en la Conferencia Mundial de Mujeres. 

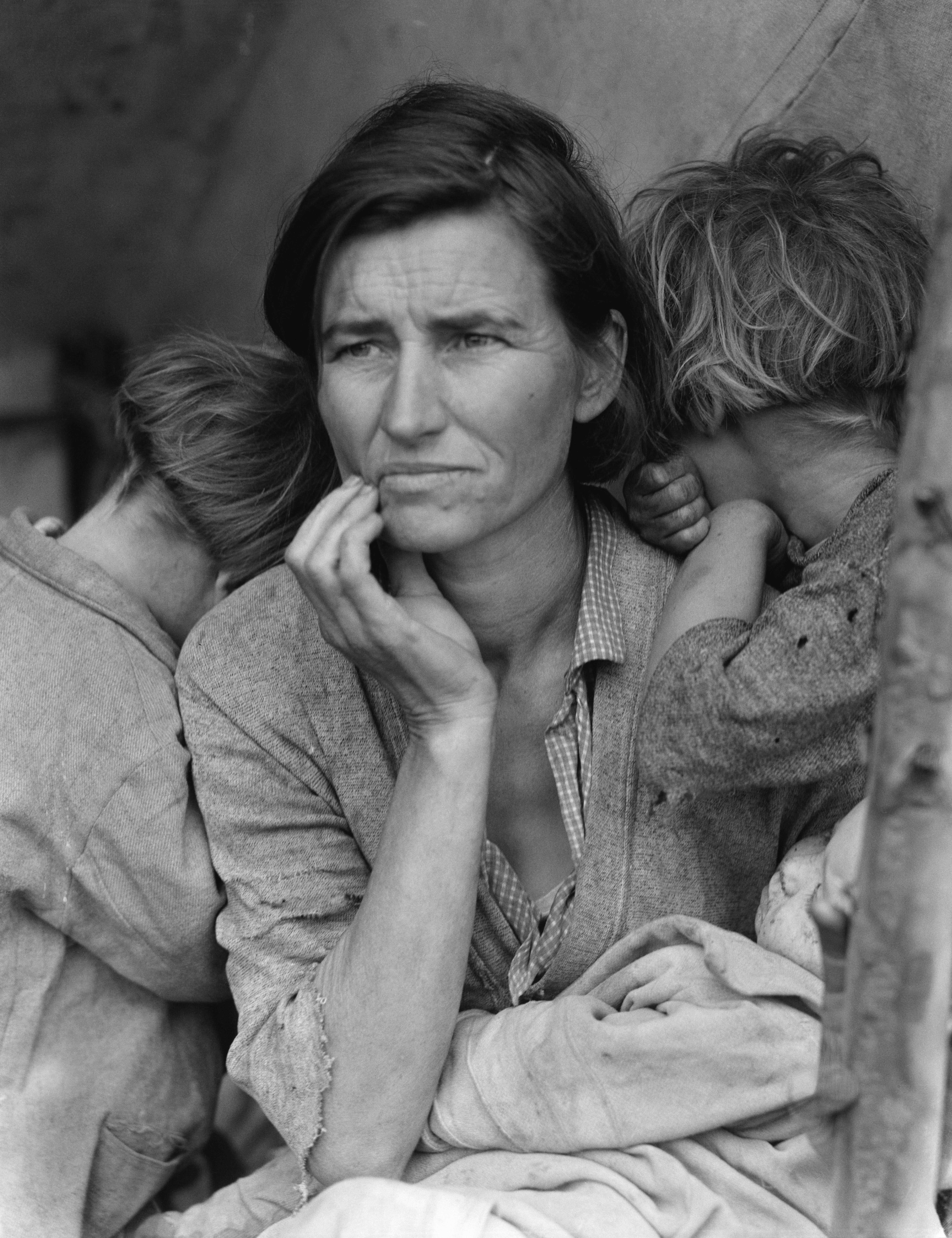
Mujer emigrante con sus hijas.

El Fondo de Contribuciones Voluntarias para el Decenio de las Naciones Unidas para la Mujer estaba pensado para tener una vida útil de nueve años y tener vigencia sólo hasta el año 1985, año en que finalizaba la Década de las Mujeres (1975-1985). No obstante, en el año 1984, la Asamblea General de las Naciones Unidas decidió mantener dicho Fondo como entidad dentro del PNUD y de esta manera se creó oficialmente Unifem.
La decisión de mantener el Fondo se basó en la necesidad de dar continuidad a todos los trabajos iniciados por el Fondo de Contribuciones Voluntarias y en el reconocimiento de la importancia que las mujeres accedan a los recursos del desarrollo para crear condiciones que mejoren la calidad de vida de todas las mujeres.

## Ámbito territorial
Además de las oficinas centrales en Nueva York, Unifem estaba estructurada territorialmente en: oficinas para África, América y el Caribe, Estados árabes, Asia y Pacífico, Europa Central y Oriental y la Comunidad de Estados Independientes. En total, Unifem contaba con quince oficinas regionales repartidas por todos los continentes.

## Objetivos

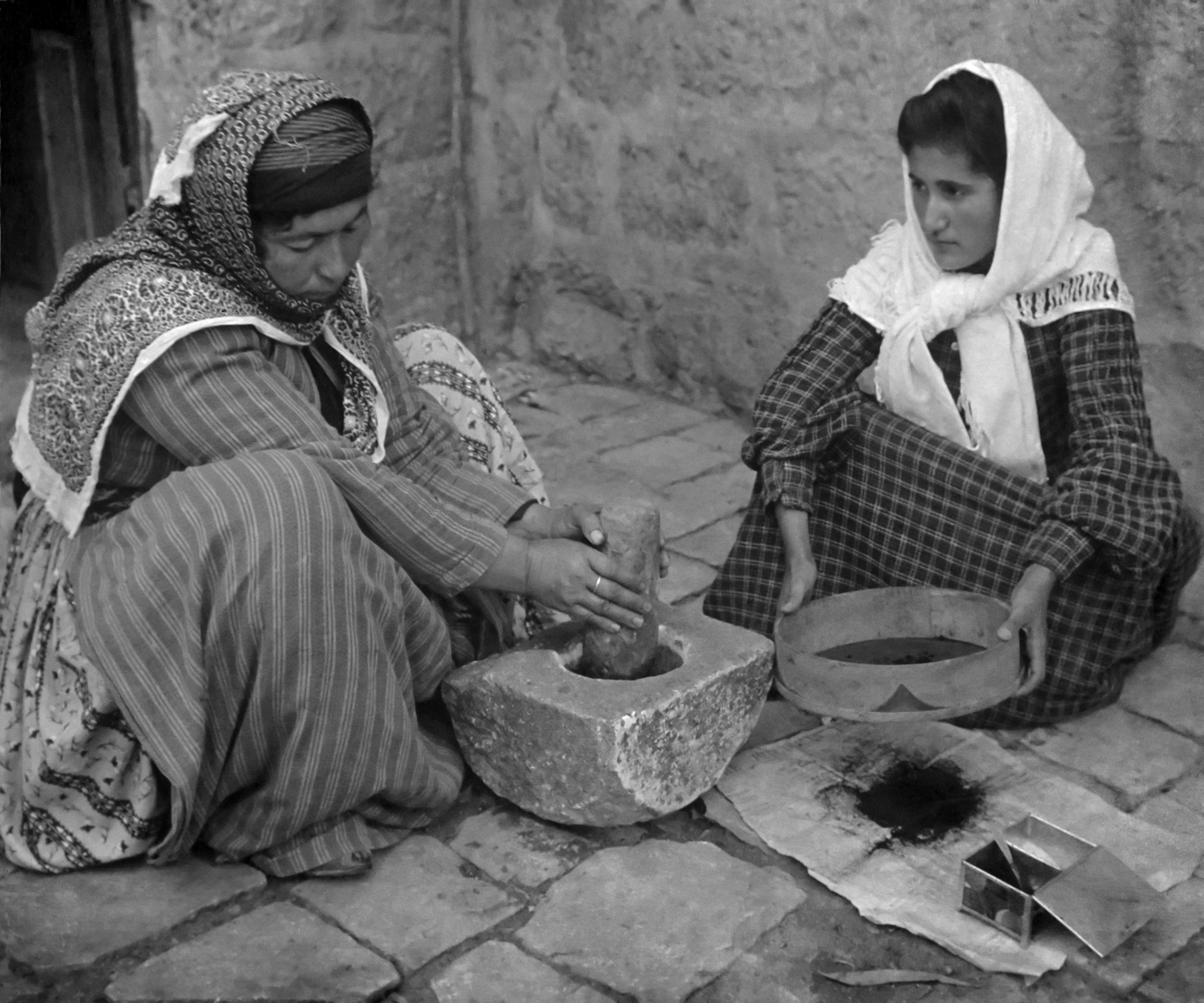
Mujeres moliendo café en Palestina.

Toda la actividad de Unifem estaba orientada a cumplir cinco objetivos prioritarios:
- Reducir la pobreza entre las mujeres.
- Poner fin a todas las formas de violencia que padecen las mujeres.
- Contener la propagación del VIH/SIDA entre las mujeres y las niñas.
- Asegurar el acceso y la participación de las mujeres en las esferas económicas, sociales y políticas.
- Garantizar la aplicación de los derechos humanos a las mujeres de todo el mundo y velar porque el cumplimiento de los Objetivos del Milenio tenga en cuenta a las mujeres.

### Reducir la pobreza entre las mujeres
Actualmente, hay más de mil millones de personas en todo el mundo que viven atrapados en la pobreza absoluta. De ellos, se calcula que el 70% son mujeres. Además, según datos proporcionados por el Programa Mundial de Alimentos, siete de cada diez personas que mueren de hambre en el mundo son mujeres y niñas. 
Las mujeres son también el grupo más numeroso entre los denominados trabajadores pobres, personas que trabajan pero no cobran lo suficiente para salir de la pobreza extrema. A tenor de las estimaciones de la Organización Internacional del Trabajo, las mujeres constituyen el 60% de los trabajadores pobres del mundo. 

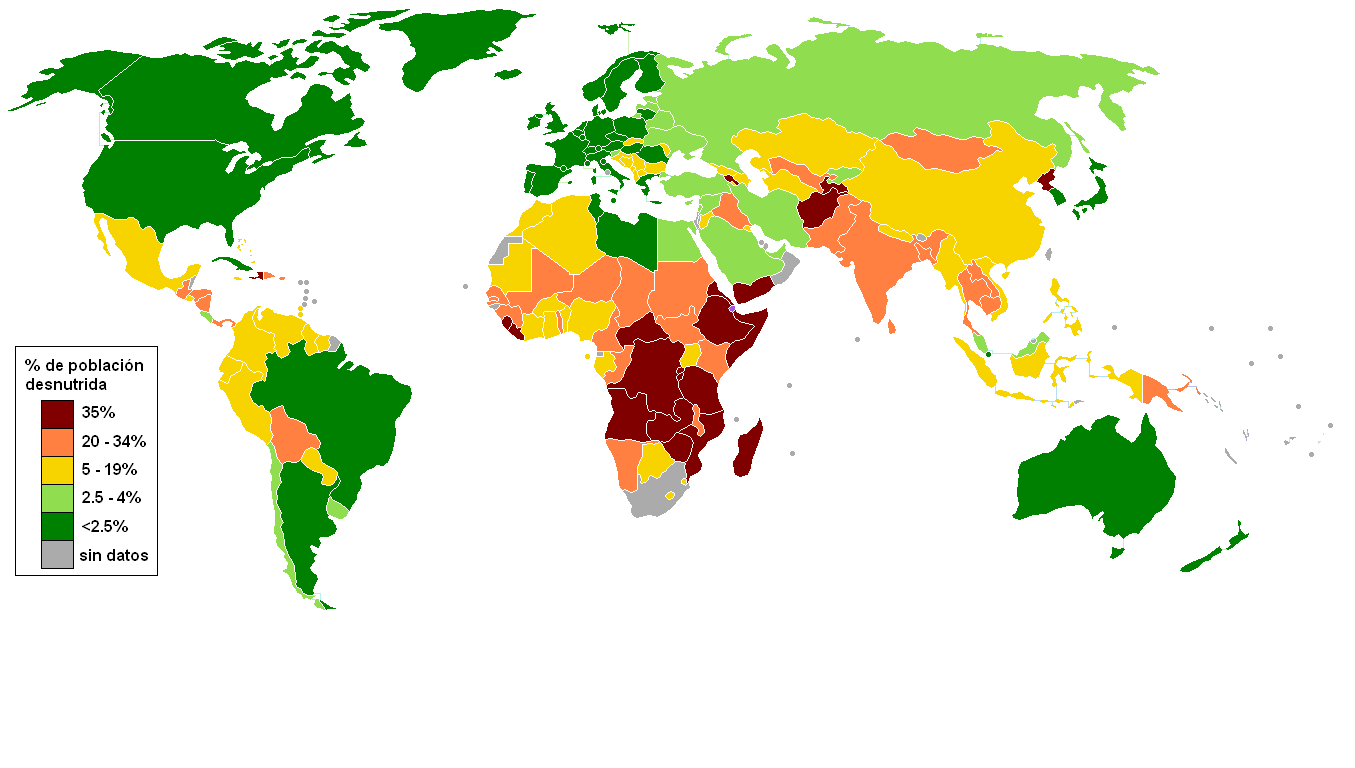
Mapa de Porcentaje de la población mundial sufriendo de Hambre.(2006).

Para intentar paliar esta situación, Unifem ha hecho de la reducción de la pobreza entre las mujeres una de sus máximas prioridades. Los trabajos de Unifem en este ámbito se articulan alrededor de dos ejes estratégicos:
- Convencer a los gobiernos para que adopten medidas y políticas económicas y comerciales que ayuden a las mujeres a salir de la pobreza: en Cabo Verde, Nigeria y Senegal, Unifem consiguió que se incorporase la perspectiva de género en las estrategias nacionales contra la pobreza. En Rumanía, Unifem abogó para que el Gobierno intordujese nuevas formas de crédito para las mujeres. Asimismo, en México, Unifem ayudó a grupos de mujeres en una campaña que consiguió que el Gobierno asignara una partida presupuestaria a los programas de igualdad de género.

- Expandir el acceso de las mujeres a los mercados, bienes y servicios: en este ámbito, Unifem trabaja para mejorar la capacitación de empleo, la información sobre derechos y leyes laborales y las posibilidades de acceso al crédito y recursos básicos como las tierras y el agua. En Ruanda, por ejemplo, Unifem propició la creación de convenios con el sector privado para que las viudas de este país pudiesen vender productos artesanales en el mercado internacional. También en Jordania se establecieron cursos de capacitación para que las mujeres pudiesen también benficiarse de las oportunidades que genera el turismo. En Ecuador, Unifem colaboró en la red de promoción del microcrédito.

### Poner fin a todas las formas de violencia que sufren las mujeres
Unifem calculó que una de cada tres mujeres en el mundo padece alguna forma de violencia. De ahí que la lucha contra la violencia fuera esencial para Unifem:
- Promoviendo leyes y medidas nacionales: Unifem trabaja para establecer marcos legales que ayuden a combatir la violencia y para desarrollar medidas de acción concretas. En Somalia, por ejemplo, Unifem consiguió que la Cámara de Líderes Tradicionales condenara la práctica de los matrimonios forzosos impuestos a las víctimas de la violación. En Marruecos, Unifem y otras agencias de las Naciones Unidas unieron sus esfuerzos para apoyar una estrategia nacional que dio como resultado cambios en el código penal, con disposiciones más severas para la violencia doméstica y las violaciones.

- Fomentando estrategias de prevención desde el nivel local al internacional.

- Apoyando a las organizaciones de mujeres que trabajan para erradicar la violencia.

- Fomentando iniciativas innovadoras a través del Fondo Fiduciario para Eliminar la Violencia contra las Mujeres: este Fondo financia iniciativas innovadoras como, por ejemplo, la iniciativa de Uganda de establecer dependencias especiales de la policía para investigar casos de violencia o el proyecto de la República Democrática Popular de Lao que ha conseguido establecer proyectos contra la violencia que han conseguido forzar el establecimiento de una ley.

### Contener la propagación del VIH/sida entre mujeres y niñas

Porcentaje de adultos infectado con VIH, 2008.

En el año 2007 se calculaba que había 33,2 millones de personas en todo el mundo con el VIH. El número de mujeres es prácticamente igual al número de hombres e incluso en regiones como el África subsahariana hay más mujeres que hombres
Unifem trabajaba para incorporar las necesidades de las mujeres en las políticas diseñadas para combatir el VIH. Para ello, trabajaba con ministerios y agencias específicas de salud en la elaboración de programas y acciones que garanticen un acceso equitativo de las mujeres en la prevención, cuidado y tratamiento de esta enfermedad. 
En Camboya, Unifem ayudó a crear una red de mujeres seropositivas que asesoran a los agentes de salud sobre cómo hacer que las mujeres accedan a los servicios y recursos de salud. En Nigeria, Unifem consiguió que la igualdad de género fuese un elemento estratégico en la redacción del Plan Nacional contra el sida. Fue en este país que se estableció un Comité Técnico de Género que trabaja para asegurar que las acciones para combatir la expansión del sida se aplicasen a mujeres. 
En Zimbaue, India y Brasil se establecieron zonas de empoderamiento de género, zonas donde las estrategias para combatir el sida pasaban prioritariamente por empoderar a las mujeres. En Brasil además se trabajó junto a una organización de mujeres afrobrasileñas para asegurar que tengan acceso a los servicios públicos de tratamiento de la enfermedad.

### Fomentar la participación de las mujeres en las tomas de decisión

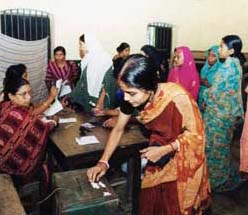
Mujeres votando en la India.

La participación de las mujeres es un requisito básico para consolidar la democracia. Sin embargo, tanto en tiempos de paz como especialmente en tiempos de guerra, la presencia de las mujeres en los órganos de decisión es más bien escasa. De ahí que Unifem trabaje para remediar esta situación. 

La máxima participación de la mujer, en igualdad de condiciones con el hombre, en todos los campos, es indispensable para el desarrollo pleno y completo de un país, el bienestar del mundo y la causa de la paz.
Convención para la Eliminación de cualquier forma de Discriminación contra las Mujeres.

En África, el apoyo y los esfuerzos de Unifem ayudaron a las activistas de la República Democrática del Congo a conseguir que la Constitución reconociese la plena participación de las mujeres en la reconstrucción de la paz. La Comisión de la Verdad y de la Reparación de Sierra Leona incluye actualmente un programa de testigos para ayudar a las mujeres a denunciar la violencia de género. 
En Afganistán, Unifem trabajó estrechamente con las delegadas de la Loya Jirga constitucional para conseguir que la Constitución afgana garantizase la igualdad de las mujeres. 
En Perú, con el apoyo de Unifem, los grupos de mujeres han influido para que la Comisión de la Verdad, Justicia y Reparación declare la violación como arma de guerra.

## Embajadoras de buena voluntad

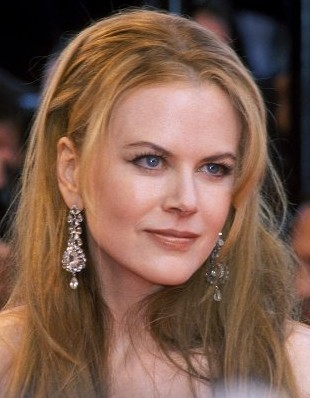
Nicole Kidman fue embajadora de buena voluntad de Unifem.

En enero del 2006, Nicole Kidman fue nombrada embajadora de buena voluntad de Unifem. Los esfuerzos de Nicole Kidman en Unifem se centraron en dar mayor visibilidad a la situación de las mujeres en todo el mundo y, en especial, en denunciar todas las formas de violencia que padecen las mujeres. 
En octubre del 2006, Nicole Kidman realizó su primer viaje como embajadora de buena voluntad de Unifem a Bosnia. Durante dos días, visitó diferentes proyectos que Unifem lidera o apoya en este país. 
En 21 de octubre de 2009 la actriz pidió una respuesta integral de la Violencia que padecen las mujeres ante el Congreso de los Estados Unidos.
La princesa Basma bint Talal de Jordania también fue embajadora de buena voluntad de Unifem desde 1996, así como Phoebe Asiyo, Presidenta del caucus político de mujeres de Kenia.